# 545985 Galinaermolenko
545985 Galinaermolenko è un asteroide della fascia principale interna. Scoperto nel 2011, presenta un'orbita caratterizzata da un semiasse maggiore pari a 2,228903 UA e da un'eccentricità di 0,220590, inclinata di 4,889861° rispetto all'eclittica.